# Tom Shirley
Tom Shirley, detto Tommy (Chicago, 1º dicembre 1899 – New York, 24 gennaio 1962), è stato un attore statunitense, noto soprattutto come attore bambino nel cinema muto dal 1911 al 1914 (tra i 12 e 15 anni d'età), con poi solo una sporadica presenza nel cinema, alla televisione e nel teatro americani.

## Biografia
Nato a Chicago nel 1899, Tom Shirley conobbe il periodo di maggior successo tra il 1911 e il 1914 quando gli furono affidati ruoli di rilievo come attore bambino nel cinema muto, per i quali è stato incluso nella Young Hollywood Hall of Fame. Specialmente celebrata fu a suo tempo la sua interpretazione in Tapped Wires nel 1913.
Dopo una lunga pausa, ebbe ancora un paio di parti rilievo come giovane attore nel 1926, per poi scomparire ancora una volta dallo schermo. Lo ritroviamo quindi tra il 1936 e il 1949 come narratore in una serie di cinque documentari di Thomas Mead. Lavora soprattutto alla radio e quindi occasionalmente, con parti di supporto, in alcuni programmi televisivi e infine nel teatro a Broadway.
Muore a New York nel 1962 all'età di 62 anni.

## Riconoscimenti
- Young Hollywood Hall of Fame (1908-1919)

## Filmografia
- The Long Strike (1911)
- Lonesome Robert (1912)
- Jimmy (1913)
- What George Did  (1913)
- Buster Brown, Tige and Their Creator, R.F. Outcault (1913)
- Tapped Wires, regia di Theodore Wharton (1913)
- When Love Is Young (1913)
- Buster Brown's Education, regia di Charles H. France - cortometraggio (1914)
- Lightning Bill, regia di Louis Chaudet (1926)
- Red Hot Leather, regia di Albert S. Rogell (1926)
- The King of Kings, regia di Cecil B. DeMille (1927) - non accreditato
- Men on Call, regia di John G. Blystone (1930) - non accreditato
- The Rookie Fireman, regia di Thomas Mead (1936) - cortometraggio (narratore)
- Mr. Chimp at Home, regia di Thomas Mead (1946) - cortometraggio (narratore)
- Mr. Smith on Vacation, regia di Thomas Mead (1946) - cortometraggio (narratore)
- Singing Is Fun, regia di Thomas Mead (1949) - cortometraggio (narratore)
- Boundaries Unlimited, regia di Thomas Mead (1949) - cortometraggio (narratore)
- What Anne Brought Home, regia di Larry E. Johnson (1952) - episodio della serie Kraft Theatre
- 20/20, regia di Paul Bosner (1961) - episodio della serie 'Way Out

## Teatro (Broadway)
- Advise and Consent (Cort Theatre, 1960-61)
- Giants, Sons of Giants (Alvin Theatre, 1962)